# Dolní Těšice
Dolní Těšice (en allemand : Unter Tieschitz) est une commune du district de Přerov, dans la région d'Olomouc, en Tchéquie. Sa population s'élevait à 66 habitants en 2020.

## Géographie
Dolní Těšice se trouve à 8 km au sud-est du centre de Hranice, à 27 km à l'est-nord-est de Přerov, à 42 km au sud-sud-est d'Olomouc et à 251 km à l'est-sud-est de Prague.
La commune est limitée par Skalička au nord, par Zámrsky à l'est, par Kelč à l'est et au sud, et par Horní Těšice à l'ouest.

## Histoire
La première mention écrite de la localité date de 1320.